# Attagenus augustatus
Attagenus augustatus es una especie de coleóptero de la familia Dermestidae.

## Distribución geográfica
Habita en China, Mongolia, y Tayikistán.